# Thaton
Thaton (birmanisch သထုံမြို့, sa htum mrui, BGN/PCGN: thadônmyo) ist eine Stadt im Mon-Staat auf der Nordhälfte der Tenasserim-Halbinsel im Süden Birmas.

## Geschichte
Thaton war früher ein Zentrum des Königreichs der Mon, das sich vom Delta des Ayeyarwady (Irrawaddy) bis fast nach Kambodscha erstreckte. Die Stadt wird noch in der Neuzeit von einigen Birmanen, Thai und Mon als Ort der Identifikation betrachtet, wofür man ein teilweise historisches Königreich Suvarnabhumi ("Das goldene Land") reklamiert. Dies wird heute von vielen Ethnien in Südostasien beansprucht, von Gelehrten aber zurückgewiesen. Suvarnabhumi wird nach Edikten des Königs Asok (3. Jahrhundert v. Chr.) im südlichen Indien vermutet, nicht aber in Südostasien.
Im Königreich Dvaravati war Thaton ein wichtiger Hafen am Golf von Martaban, der Handel mit Indien und Ceylon trieb. König Anawrahta von Pegu eroberte 1057 Thaton.

## Lage
Sedimente führten im Laufe der Jahrhunderte dazu, dass Thaton heute etwa 16 km von der Küste entfernt liegt und eine verschlafene Stadt an der Bahnlinie Bago – Mottama (Martaban) ist.